# Hauserhof (Linz)

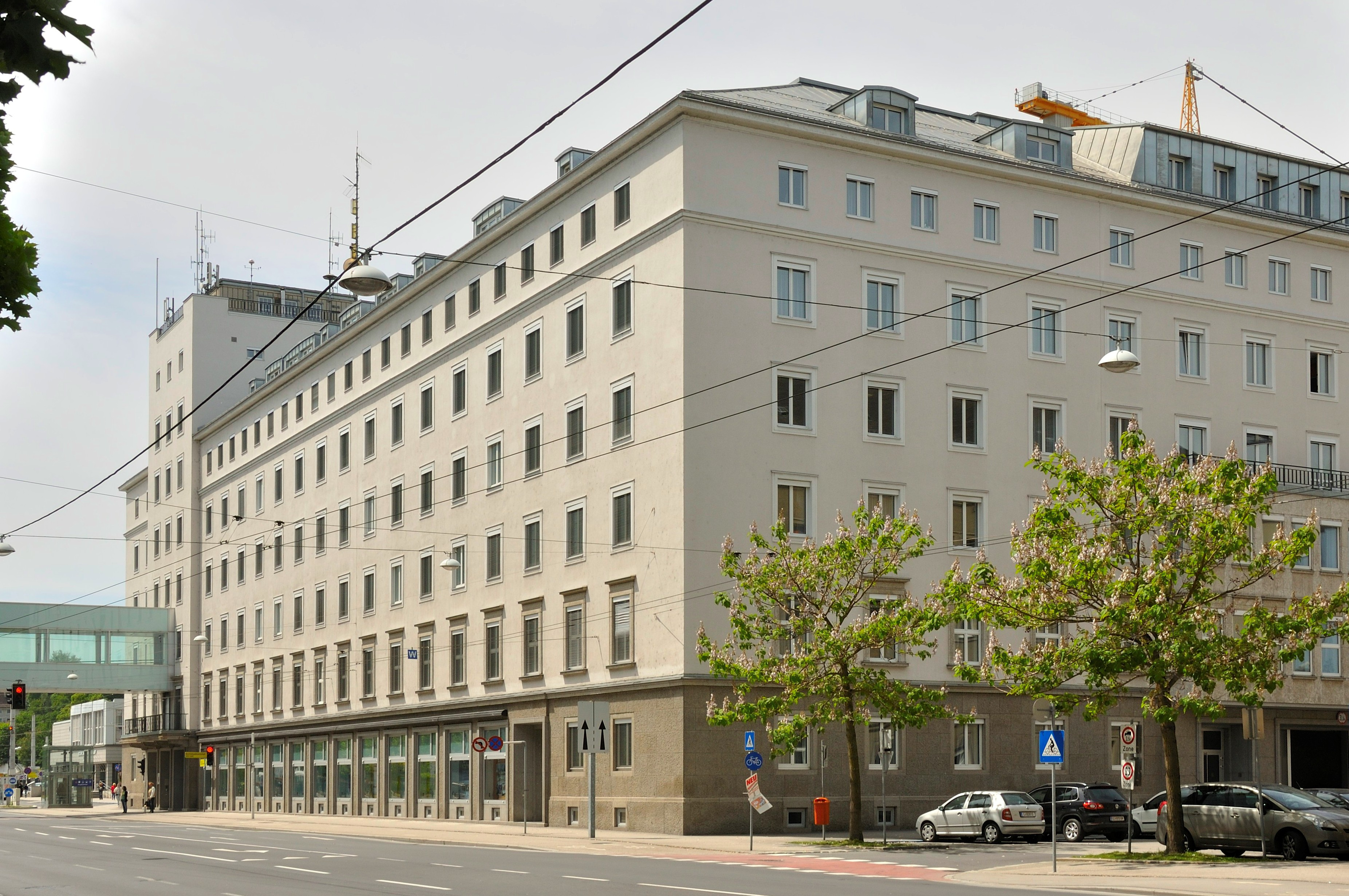
Der Hauserhof

Der Hauserhof ist ein Gebäude des Amtes der oberösterreichischen Landesregierung in der Landeshauptstadt Linz. Es steht in der Kärntnerstraße 10–12 und ist denkmalgeschützt.

## Geschichte
Nachdem die Räumlichkeiten im Landhaus zu klein geworden waren, wurde beschlossen, ein neues Amtsgebäude zu errichten. Der Hauserhof, benannt nach Landeshauptmann Prälat Johann Nepomuk Hauser, wurde in den Jahren von 1950 bis 1953 unter Landeshauptmann Heinrich Gleißner errichtet. Dies ist auch auf einer Gedenktafel im Foyer ersichtlich. Planer war die Landesbaudirektion des Landes Oberösterreich (OÖ) unter Architekt Hans Foschum; die Bauführung oblag der Firma Pirkl & Eysert.
Es ist ein monumentaler vierflügeliger achtgeschoßiger Baublock an städtebaulich bedeutsamer Stelle gegenüber dem Hauptbahnhofgelände zwischen der Kärntner- und der Böhmerwaldstraße. Es ist ein sachlich gestalteter Baukörper mit hervorgehobenem Stiegenhausturm. Glatte additiv gestaltete Fassaden mit Steinfaschen im Hauptgeschoß runden den Bau ab. Auf der gegenüberliegenden Straßenseite der Kärntnerstraße wurde 2004 das Landesdienstleistungszentrum (LDZ) errichtet und damit im zweiten Stock ein Übergang von diesem zum Hauserhof geschaffen, der sich architektonisch nicht in die Fassade im Stil der Nachkriegsmoderne einfügt. 2007 wurde der Hauserhof umfassend saniert.

## Nutzung
Neben der ständigen Nutzung als Amtsgebäude der OÖ-Landesregierung, befand sich in den 1950er-Jahren eine Zweigstelle der städtischen Bücherei Linz im Gebäude. Weiters beherbergte es bis 2006 das Polizei-Wachzimmer Hauserhof, ehe dieses in den Hauptbahnhof übersiedelte.